# 시모주쿠촌 (니가타현)
시모주쿠촌(下宿村)은 니가타현 가리와군에 있던 촌이다. 

## 역사
- 1889년 4월 1일 - 정촌제 시행에 수반해 가리와군 시모주쿠촌이 성립하였다.
- 1924년 8월 10일 - 가리와군 시가시와자키정에 편입되어 소멸하였다.

## 참고문헌
- 『市町村名変遷辞典』東京堂出版、1990年。